# Am Neumarkttor 2

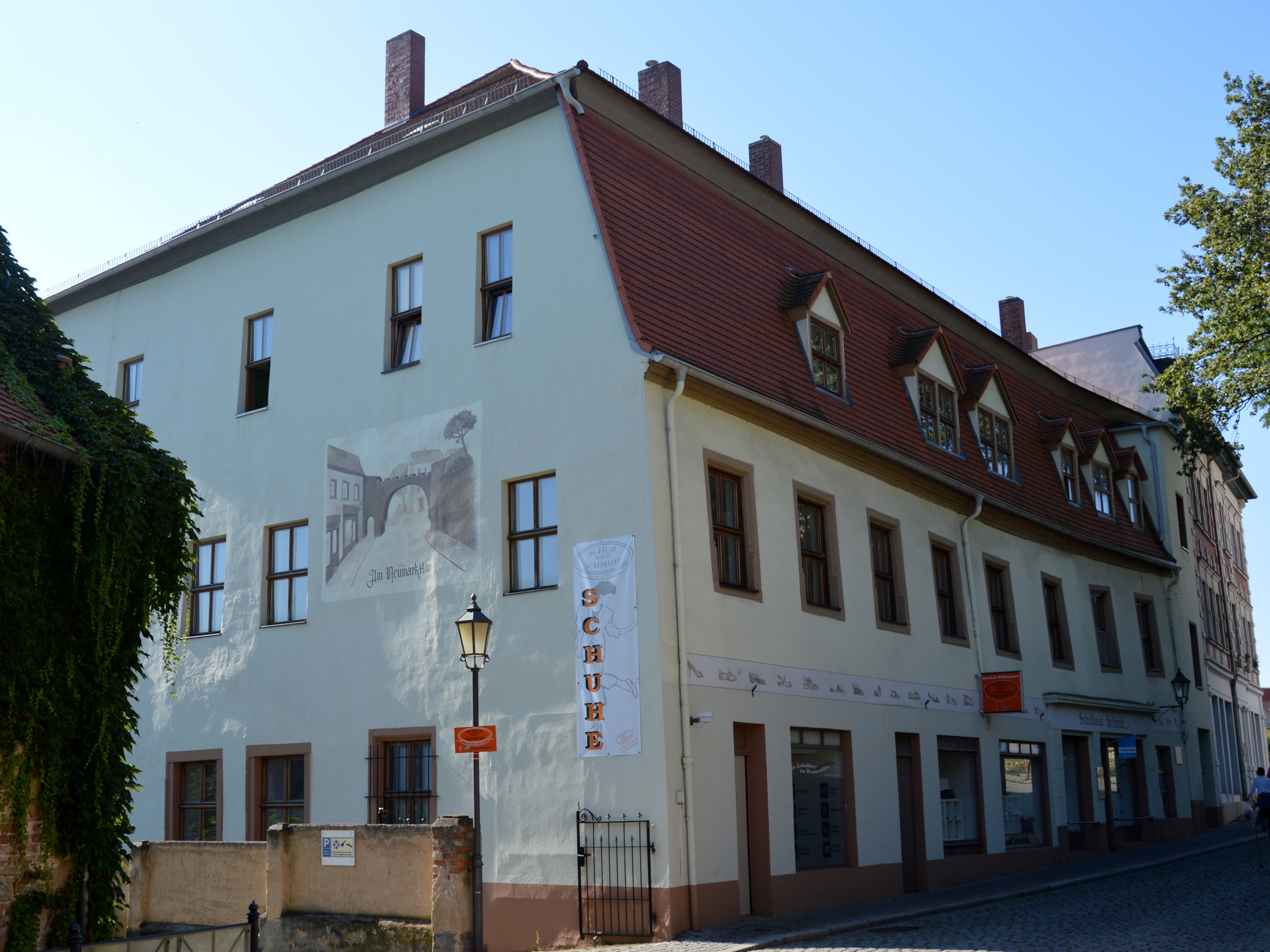
Haus Am Neumarkttor 2, 2017

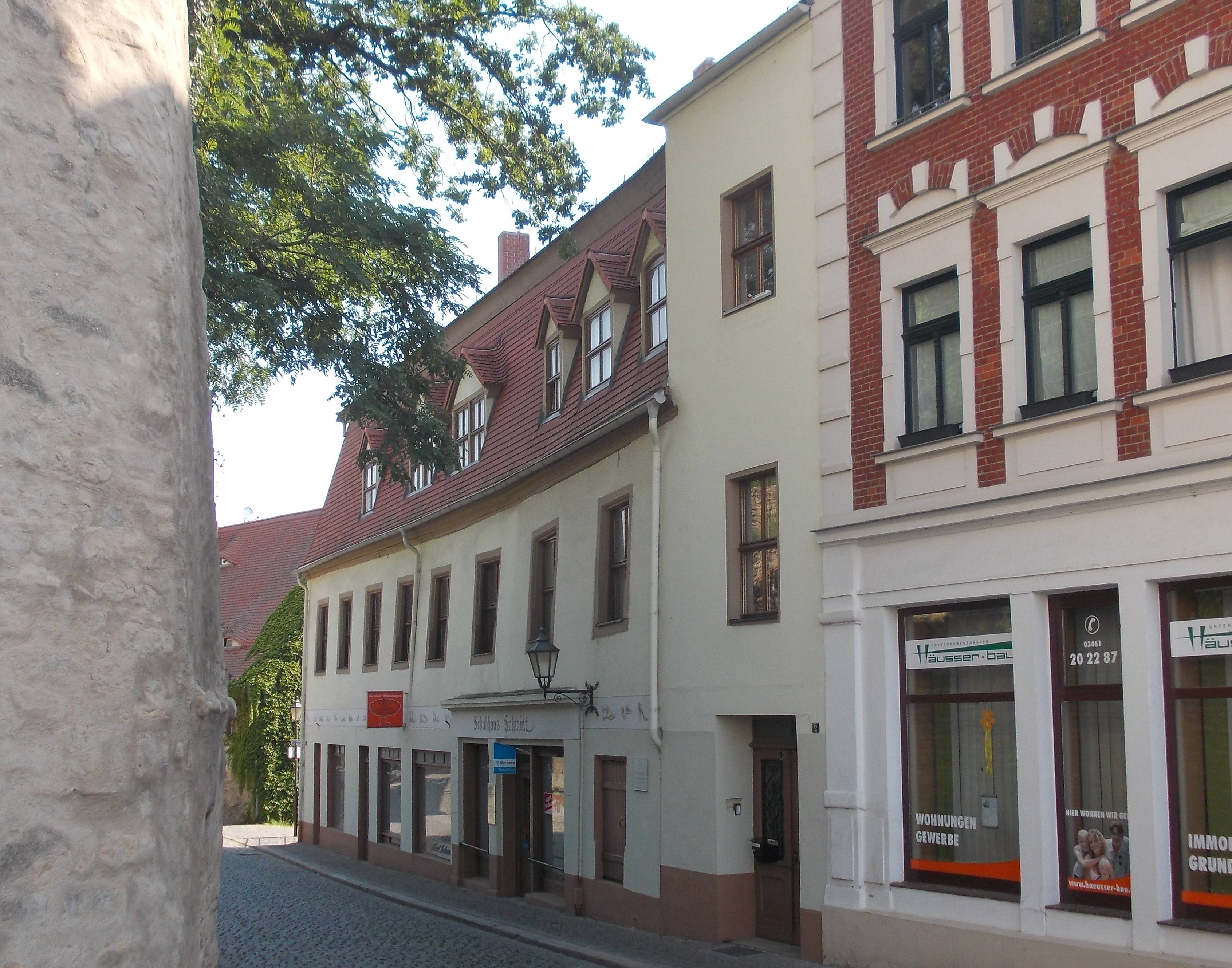
Blick von Süden, 2015

Das Haus Am Neumarkttor 2 ist ein denkmalgeschütztes Wohn- und Geschäftshaus in der Stadt Merseburg in Sachsen-Anhalt.

## Lage
Das Gebäude liegt im östlichen Teil des Merseburger Stadtzentrum, westlich der Saale, auf der Ostseite der Straße Am Neumarkttor. Südlich grenzt das gleichfalls denkmalgeschützte Haus Am Neumarkttor 1 an.

## Architektur und Geschichte
Der große zweigeschossige Bau geht in seinem Kern bis auf das 17. Jahrhundert zurück. Das Gebäude wurde in Fachwerkbauweise errichtet und ist verputzt. Die Fenstergewände weisen eine Fasung auf. In der Mitte des 18. Jahrhunderts erfolgten größere Umbauten. Der Keller des Hauses ist noch älteren Ursprungs und geht in Teilen bis auf das Mittelalter zurück.
Im örtlichen Denkmalverzeichnis ist das Wohn- und Geschäftshaus unter der Erfassungsnummer 094 20106 als Baudenkmal verzeichnet.